# Calomyscus urartensis
Calomyscus urartensis là một loài động vật có vú trong họ Calomyscidae, bộ Gặm nhấm. Loài này được Vorontsov & Kartavseva mô tả năm 1979.